# Phantoms de l'Adirondack
Pour les articles homonymes, voir Phantoms.
Les Phantoms de l'Adirondack sont une franchise de hockey sur glace de la Ligue américaine de hockey basée à Glens Falls dans l'État de New York aux États-Unis qui évoluait dans la Ligue américaine de hockey.

## Historique
Les Phantoms de l'Adirondack font suite aux Phantoms de Philadelphie, créés en 1996, qui s'installent à Glens Falls en 2009 à la suite de la fermeture du Wachovia Spectrum, l'amphitéâtre de l'équipe à Philadelphie, et prend le nom de Phantoms de l'Adirondack. En 2014, l'équipe déménage à Allentown et devient les Phantoms de Lehigh Valley.

## Statistiques
| No | Saison    | PJ | V  | D  | DP | DTB | BP  | BC  | Pts | Classement           | Séries éliminatoires |
| -- | --------- | -- | -- | -- | -- | --- | --- | --- | --- | -------------------- | -------------------- |
| 1  | 2009-2010 | 80 | 32 | 41 | 3  | 4   | 199 | 251 | 71  | 7e division Est      | Non qualifiés        |
| 2  | 2010-2011 | 80 | 31 | 39 | 4  | 6   | 197 | 248 | 72  | 7e division Est      | Non qualifiés        |
| 3  | 2011-2012 | 76 | 37 | 35 | 2  | 2   | 204 | 217 | 78  | 3e division Nord-Est | Non qualifiés        |
| 4  | 2012-2013 | 76 | 31 | 38 | 3  | 4   | 187 | 223 | 69  | 5e division Nord-Est | Non qualifiés        |
| 5  | 2014-2015 | 76 | 30 | 38 | 2  | 6   | 182 | 225 | 68  | 4e division Nord-Est | Non qualifiés        |

## Personnalités

### Entraîneurs
- Greg Gilbert (2009-2010)
- John Paddock (2010)
- Joe Paterson (2010-2012)
- Terry Murray (2012-2014)